# Торраццо Кремоны
Торраццо Кремоны (итал. Torrazzo di Cremona, от  torre — «башня» + пейоративный суффикс -azzo) — кампанила кафедрального собора города Кремоны в регионе Ломбардия, Италия. Выдающийся образец ломбардской романо-готической архитектуры. Третья по высоте кирпичная колокольня в мире (после колоколен церкви Св. Мартина в Ландсхуте и Церкви Богоматери в Брюгге). При этом Тораццо (завершена в 1309 году) старше башен Ландсхута (1500 год) и Брюгге (1465 год), она является самой старой в мире кирпичной структурой выше 100 м.

## История
Колокольня строилась в несколько этапов: предположительно в 1220-х гг. постройка была доведена до третьего карниза, затем, в 1250–1267 гг., до шестого карниза, строительство продолжилось в 1284 году и завершилось в 1309 году установкой шпиля.
При археологических раскопках в 1978–1980 гг. у основания башни были обнаружены остатки древнего кладбища, а самые нижние слои, как предполагается,  относятся к древнеримской эпохе.

## Описание
Высота колокольни составляет 112 метров. Число ступеней до верхней площадки — 502.
Нижняя часть колокольни, до уровня 70 м, представляет собой типичную романскую башню квадратного сечения (14 м). Число оконных проёмов увеличивается с высотой: на нижних ярусах это монофоры, затем бифоры, на пятом ярусе — сдвоенные бифоры, на шестом — квадрифоры, а на седьмом — семиколонные галереи (полифоры).

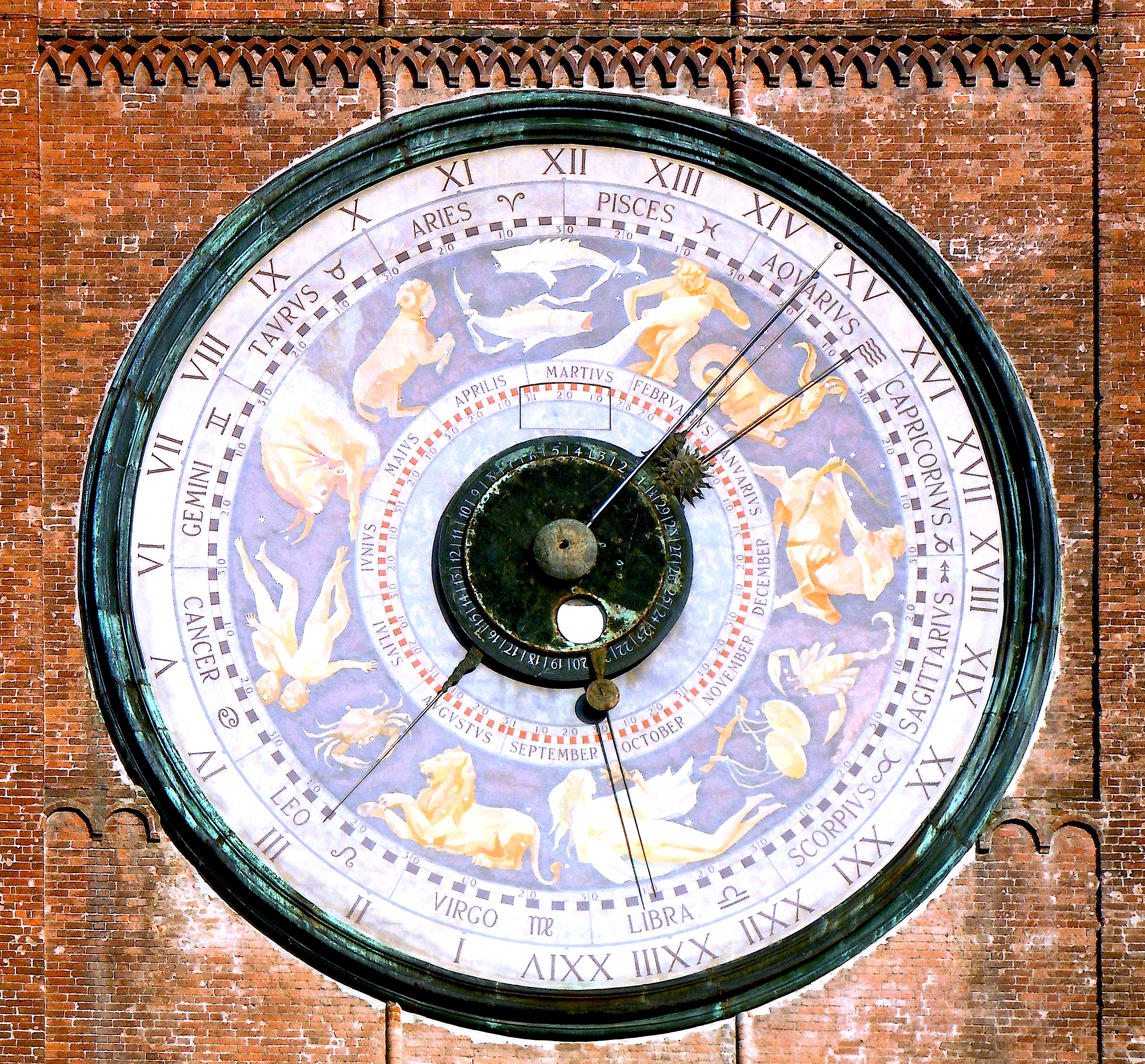
Астрономические часы

Верхняя часть колокольни имеет черты готического стиля: шпиль, полифоры и др. Она устроена по подобию Гирландины — кампанилы Моденского собора — и представляет собой два поставленных друг на друга восьмиугольных барабана, увенчанных коническим шпилем.
Башня соединена с кафедральным собором портиком и крытой лоджией, которые были пристроены в конце XV — начале XVI века.
Колокольня имеет семь колоколов, настроенных в ля мажоре. Они относятся к XVIII веку.
На четвертом ярусе Торраццо находятся астрономические часы. Механизм построили Франческо и Джован Баттиста Дивициоли (отец и сын) между 1583 и 1588 годами. На табло часов изображены персонификации зодиакальных созвездий.